# Surendran Reddy
Surendran Reddy (* 9. März 1962 in Durban; † 22. Januar 2010 in Konstanz) war ein südafrikanischer Komponist und Pianist sowie herausragender Exponent der von ihm als Clazz bezeichneten Verbindung von Klassik und Jazz.

## Leben und musikalischer Werdegang
Surendran Reddy wurde bereits als 14-jähriger Pianist im südlichen Afrika als Wunderkind gefeiert. Als 15-Jähriger gewann er ein Stipendium zum Studium am Londoner Royal College of Music, das er mit 19 Jahren, mehrfach ausgezeichnet, abschloss. Während seiner Studienzeit gab er Konzerte in Wigmore Hall, St. Martin-in-the-Fields und Queen Elizabeth Hall.
Nach seiner Rückkehr nach Südafrika unterrichtete er an verschiedenen Universitäten und Hochschulen, spielte als klassischer Konzertpianist mit allen großen Sinfonieorchestern des Landes, begleitete unter anderem Kiri Te Kanawa und die Harlem Dance Company.
Als Komponist schrieb er wiederholt Auftragskompositionen für nationale und internationale Musikwettbewerbe. Seine Kompositionen wurden unter anderem in Russland, Kanada und Deutschland aufgeführt. Reid Anderson, künstlerischer Leiter des Stuttgarter Balletts, choreographierte seine Four Romantic Piano Pieces. Im Jahre 1996 wurde Surendran Reddy von der South African Musicians’ Rights Organisation als einer von sieben südafrikanischen Komponisten beauftragt, Masakane, ein Werk zur Aufführung bei den Olympischen Sommerspielen in Atlanta in den USA, zu komponieren.
Surendran Reddy schrieb Jingles für Radio und Fernsehen und war dort als musikalischer Leiter mehrerer Shows tätig. Er arbeitete lange Jahre als Studiomusiker für die South African Broadcasting Corporation und nahm mehrere CDs auf, darunter zwei Solo-Alben.
Mit seiner Fusion-Jazz-Band Channel 18 spielte er regelmäßig bei den größten Musik- und Kulturfestivals Südafrikas. Bandmitglieder waren Rob Watson (Schlagzeuger bei Johnny Cleggs Band Savuka), Denny Lalouette (Studio-Bassist) und Bruce Cassidy (ehemaliger Trompeter von Blood, Sweat & Tears). Im Rahmen ihres Projektes Campaign for Real Time präsentierten das Keyboard-Duo Surendran Reddy und Andreas Apitz Eigenkompositionen auf der Musikmesse Frankfurt.
Seit 1995 lebte Surendran Reddy in Konstanz, wo er als freiberuflicher Pianist, Komponist und Musikdozent tätig war. Zu seinen letzten Projekten gehörten Seminare zum Thema Rassismus (in Zusammenarbeit mit Schweizer Hochschulen), ein Weltmusikprojekt mit dem Tabla-Spieler Florian Schiertz sowie eine Clazz-Auftragskomposition für die 11th Unisa International Piano Competition 2008 im südafrikanischen Pretoria.

## Musik
In Surendran Reddys Kompositionen und Improvisationen verschmelzen Elemente und Einflüsse aus verschiedensten Musikrichtungen und -stilen: Klassik, Jazz von Standard bis Fusion, traditionelle afrikanische Musik, aktuelle südafrikanische Township-Mbaqanga-Rhythmen, Rock, Blues usw. Mit dieser besonderen Mischung schuf Surendran Reddy eine neue musikalische Stilrichtung: Clazz.

## Werke: ausgewählte Kompositionen
| - piano sonata (1979) - four piano pieces - four romantic piano pieces - six baroque suites (for cembalo / piano) - dance of the rain (electronic ballet) - three minutes to midnight (ballet, electronics + prepared piano) - don’t give a damn blues (various instrumentations: e.g. EVI, piano, bass + drums) - afrojol - ubunene ngamandla (gentleness is strength) - namibia - go for it! - masakane – let us build together (baritone solo, SATB choir + orchestra / piano reduction) (cantata based on text from Human Rights Treaty) - gaia – the living earth (soprano + baritone solos, SATB choir + orchestra / piano reduction) (cantata based on Chief Seattl's speech) - momo (incidental music for a theatrical interpretation of Michael Ende's book for piano solo, clarinet sextet + string orchestra) - friends' suite 1. daniel’s dream 2. african dance for hike 3. fantasia for felix 4. now what marion 5. idyll for johan | - touch of clazz 2: 1. forbidden wedding (for Daniel) 2. valse for marion and maurice 3. african journey (for mathias) 4. berceuse (for Marion) 5. mayibuye – an African ballade (for hike) 6. african lullaby (for leanne) - toccata for madiba (organ solo) - elevenses - mayibuye suite for organ - african funk for felix (piano + percussion) - phil-harmonie (for philipp) (piano / e. piano + drums) - ballade for florian (piano / e. piano + tablas) - logo pilot for South African TV station - lebanon - clazzical sonata - clazz etude no 2 for flore - clazz etude no 3 for philipp - back to the bass-ix - toccata “à la mode” - toccata for john roos. |